# Július Polák
Július Polák (* 15. listopadu 1939) byl slovenský a československý politik Komunistické strany Slovenska a poslanec Sněmovny lidu Federálního shromáždění za normalizace.

## Biografie
K roku 1981 se profesně uvádí jako náměstek ředitele. Ve volbách roku 1981 zasedl do Sněmovny lidu (volební obvod č. 145 - Galanta, Západoslovenský kraj). Ve Federálním shromáždění setrval do konce funkčního období, tedy do voleb roku 1986.